# Antonio Bastero
Antonio Bastero (* 1675 in Barcelona; † 23. September 1737 in Girona) war ein spanischer Romanist.

## Leben
Antonio Bastero war der ältere Bruder des Bischofs Baltasar Bastero (1687–1750) von Girona. Er war katalanischer Adliger, katholischer Geistlicher sowie Doktor beider Rechte und der Philosophie. Von 1710 bis 1725 lebte er in Rom und arbeitete sich dort als Autodidakt in die altprovenzalische Literatur und Sprache ein, die er als mit dem Katalanischen nahe verwandt und sogar identisch erachtete. Unter dem Namen Iperide Bacchico wurde er in die Accademia dell’Arcadia aufgenommen, wo er Giovanni Mario Crescimbeni zum Kollegen hatte. Zurück in Barcelona, gehörte er zu den frühen Mitgliedern der Reial Acadèmia de Bones Lletres de Barcelona.
Bastero hinterließ umfangreiche Manuskripte. Zu Lebzeiten erschien nur der erste Band des Werkes La Crusca provenzale mit einem 70-seitigen Vorwort, in dem er die zu seiner Zeit verbreitete Vorstellung vom Altprovenzalischen als der gesamtromanischen Vorstufe der einzelnen romanischen Sprachen darlegte, was als „Übertragung der literaturgeschichtlichen auf die sprachgeschichtlichen Verhältnisse“ zu deuten ist. Die Nähe des Katalanischen zum Provenzalischen erlaubte ihm dabei die Erhebung seiner Muttersprache über das Spanische und andere romanische Sprachen. 

## Werke
- La Crusca provenzale, ovvero le voci, frasi, forme e maniere de dire, che la gentilissima, e celebre Lingua Toscana ha preso dalla Provenzale. Aggiuntevi alcune memorie intorno agli antichi poeti provenzali  particorlarmente circa alcuni di quelli che furono di nazione catalana. Rossi, Rom 1724.
- Història de la llengua catalana. Hrsg. Francesc Feliu.  Eumo, Vic 1997.